# Spinantenna pales
Spinantenna pales är en fjärilsart som beskrevs av Philippi 1860. Spinantenna pales ingår i släktet Spinantenna och familjen praktfjärilar. Inga underarter finns listade i Catalogue of Life.